# Dynamika światów Robertsona-Walkera
Zasugerowano, aby zintegrować ten artykuł z artykułem Metryka Friedmana-Lemaître’a-Robertsona-Walkera. Nie opisano powodu propozycji integracji.
Opisuje zachowanie się światów czasu-przestrzeni (zależność czasową) na bazie równań Einsteina. W kosmologii rozważa się dwa interesujące przypadki:
- Era zdominowana przez materię: gęstość energii pochodzi od materii zawartej w galaktykach. Stosujemy tutaj przybliżenie pyłowe {\displaystyle p=0} ({\displaystyle p} – ciśnienie), ponieważ materia ma prędkości chaotyczne o małych wartościach. Matematycznie możemy to zapisać jako:

{\displaystyle {\frac {\operatorname {d} }{\operatorname {d} t}}(\rho a^{3})=0,}
gdzie:
{\displaystyle \rho } – gęstość materii,
{\displaystyle a} – czynnik skali.
- Era zdominowana przez promieniowanie: większość gęstości energii pochodzi od cząstek relatywistycznych i promieniowania, w tym przypadku jako równanie stanu przyjmujemy {\displaystyle p={\frac {1}{3}}\rho .} Możemy wtedy zapisać następującą zależność:

{\displaystyle {\frac {\operatorname {d} }{\operatorname {d} t}}(\rho a^{4})=0.}
Przyjmując dodatkowe założenie przestrzennej jednorodności oraz że świat jest wypełniony płynem doskonałym, przy czym {\displaystyle \rho =\rho (t),\ p=p(t)} możemy zapisać tensor Einsteina dla metryki Friedmana-Lemaître’a-Robertsona-Walkera dla składowej czasowej:
{\displaystyle G_{tt}=3\left({\frac {\dot {a}}{a}}\right)^{2}+{\frac {3k}{a^{2}}}=8\pi T_{tt},}
gdzie {\displaystyle k} jest stałą kosmologiczną.
Równania na pozostałe składowe {\displaystyle (G_{rr},G_{\Theta \Theta },G_{\Phi \Phi })} są proporcjonalne do {\displaystyle G_{tt},} a więc nie dostarczają nam żadnej dodatkowej informacji.
Dla światów zdominowanych przez materię z początkowych założeń otrzymujemy, że {\displaystyle \rho ={\frac {C}{a^{3}}},\ C} jest stałą całkowania.
Wtedy możemy napisać następującą równość:
{\displaystyle {\dot {a}}^{2}=-k-V_{\mathrm {eff} }(a),\qquad V_{\mathrm {eff} }=-{\frac {8\pi C}{3a}}.}
Świat może istnieć w obszarach, w których {\displaystyle -k>V_{\mathrm {eff} },} implikuje to warunek {\displaystyle {\dot {a}}^{2}>0.}
Ponieważ obecnie wiemy, że {\displaystyle {\dot {a}}>0} (Wszechświat rozszerza się), możliwe są trzy scenariusze przyszłości:
- {\displaystyle k=-1} – świat rozszerza się do nieskończonego promienia ze skończoną prędkością końcową,
- {\displaystyle k=0} – świat rozszerza się do nieskończonego promienia, ale ze stale zmniejszającą się prędkością,
- {\displaystyle k=+1} – świat osiąga maksimum dla {\displaystyle a={\frac {8}{3}}\pi C.} Jest to równocześnie punkt zwrotu, Wszechświat w dalszej ewolucji zapada się.

Wspólną cechą wszystkich trzech przypadków jest to, że zaczynają się one od {\displaystyle a=0,} nie mają punktów zwrotu dla małych {\displaystyle a} i jest to tzw. Wielki Wybuch. Ma to poważne implikacje fizyczne, ponieważ oznacza to, że w przeszłości Wszechświat musiał być mniejszy, a co za tym idzie mieć większą gęstość {\displaystyle \rho } i temperaturę {\displaystyle T.}
Taki sam wynik rozważań uzyskamy dla Wszechświata zdominowanego przez promieniowanie. Wtedy można napisać {\displaystyle \rho ={\frac {B}{a^{4}}}.} Oznacza to, że
{\displaystyle {\dot {a}}^{2}={\frac {8\pi B}{3a^{2}}}-k.}
Jakościowo nie różni się to od równania dla Wszechświata zdominowanego przez materię (początkowym punktem jest {\displaystyle a=0}).
Hawking i Penrose pokazali, że można osłabić założenia powyższych wyprowadzeń, rezygnując z izotropii i jednorodności. Mówią o tym twierdzenia o osobliwościach, które pokazują, że Wszechświat posiadał osobliwość bez względu na wielkość asymetrii. Twierdzenia te jednak nie wyjaśniają natury tej osobliwości.